# Bernesq
Bernesq, prononcé [bɛʁnɛ] ou [bɛʁnɛsk], est une commune française située dans le département du Calvados en région Normandie.

## Géographie

### Localisation
Le village est situé dans le Bessin et dans le parc naturel régional des Marais du Cotentin et du Bessin, à seize kilomètres de Bayeux.

### Communes limitrophes
Les communes limitrophes sont  Bricqueville, La Folie, Rubercy, Saint-Martin-de-Blagny et Trévières.
| Bricqueville           | Trévières              | Trévières, Rubercy     |
| La Folie, Bricqueville | Bernesq                | Rubercy                |
| La Folie               | Saint-Martin-de-Blagny | Saint-Martin-de-Blagny |

### Géologie et relief
La superficie de la commune est de 5,9 km2 ; son altitude varie de 6  à   62 mètres.

### Hydrographie
La commune est située dans le bassin Seine-Normandie. Elle est drainée par l'Esque, le ruisseau du London, le fossé 01 du Douaire, le cours d'eau 01 de Bellefontaine, le fossé 02 de Bellefontaine, l'Orbec et le fossé 01 des Guilleaux,,.
L'Esque, d'une longueur de 21 km, prend sa source dans la commune de Cerisy-la-Forêt et se jette  dans l'Aure à Colombières, après avoir traversé douze communes. 

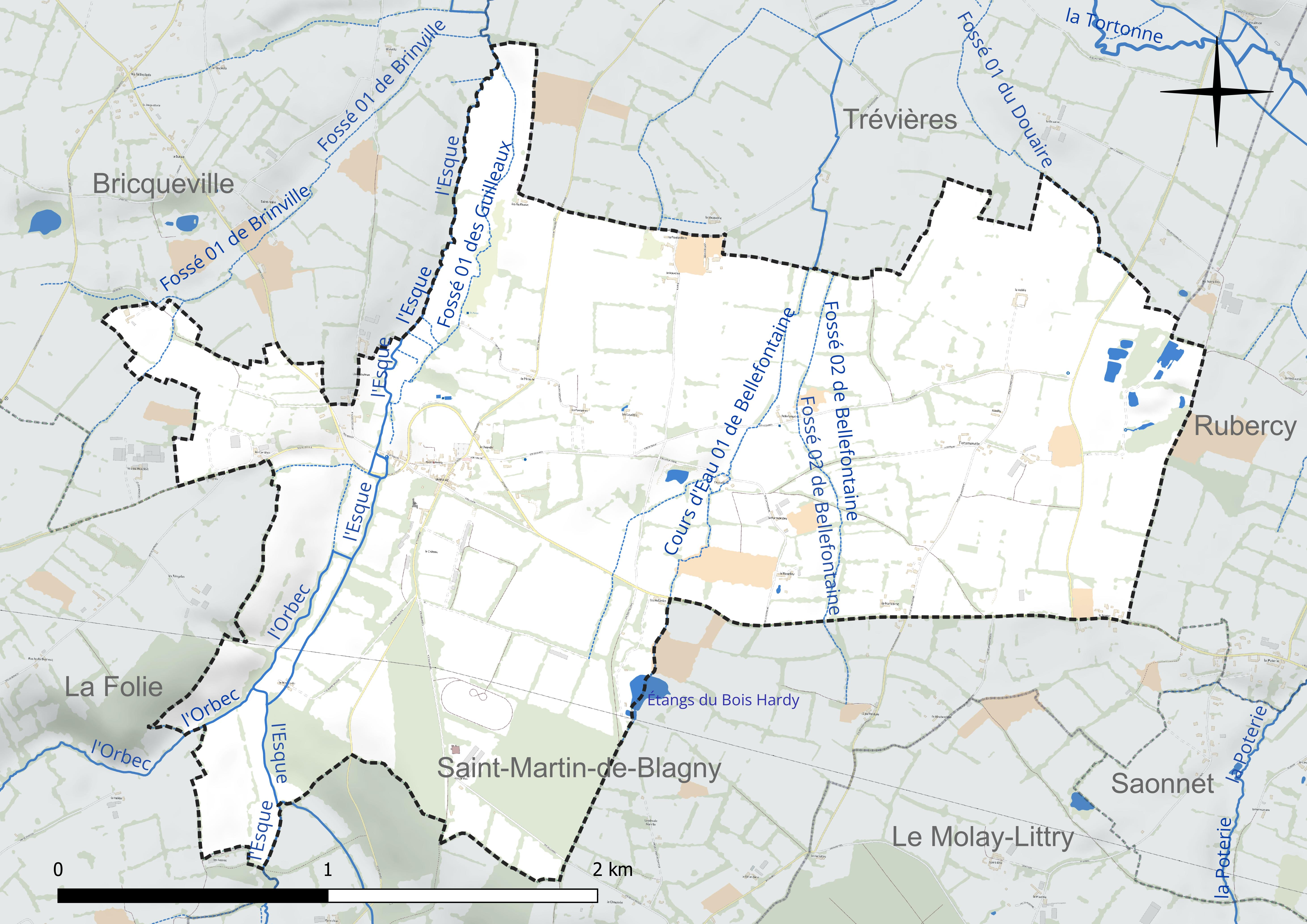
Réseau hydrographique de Bernesq.

Un plan d'eau complète le réseau hydrographique : les étangs du Bois Hardy, d'une superficie totale de 1,2 ha (0,4 ha sur la commune),.

### Climat
Pour des articles plus généraux, voir Climat de la Normandie et Climat du Calvados.
En 2010, le climat de la commune est de type climat océanique franc, selon une étude du CNRS s'appuyant sur une série de données couvrant la période 1971-2000. En 2020, Météo-France publie une typologie des climats de la France métropolitaine dans laquelle la commune est exposée à un climat océanique et est dans la région climatique Normandie (Cotentin, Orne), caractérisée par une pluviométrie relativement élevée (850 mm/a) et un été frais (15,5 °C) et venté. Parallèlement le GIEC normand, un groupe régional d'experts sur le climat, différencie quant à lui, dans une étude de 2020, trois grands types de climats pour la région Normandie, nuancés à une échelle plus fine par les facteurs géographiques locaux. La commune est, selon ce zonage, exposée à un « climat maritime », correspondant au Cotentin et à l'ouest du département de la Manche, frais, humide et pluvieux, où les contrastes pluviométrique et thermique sont parfois très prononcés en quelques kilomètres quand le relief est marqué.
Pour la période 1971-2000, la température annuelle moyenne est de 10,7 °C, avec une amplitude thermique annuelle de 11,5 °C. Le cumul annuel moyen de précipitations est de 818 mm, avec 13,5 jours de précipitations en janvier et 7,7 jours en juillet. Pour la période 1991-2020, la température moyenne annuelle observée sur la station météorologique la plus proche, située sur la commune de Balleroy-sur-Drôme à 13 km à vol d'oiseau, est de 11,2 °C et le cumul annuel moyen de précipitations est de 924,3 mm,. Pour l'avenir, les paramètres climatiques de la commune estimés pour 2050 selon différents scénarios d'émission de gaz à effet de serre sont consultables sur un site dédié publié par Météo-France en novembre 2022.

## Urbanisme

### Typologie
Au 1er janvier 2024, Bernesq est catégorisée commune rurale à habitat très dispersé, selon la nouvelle grille communale de densité à 7 niveaux définie par l'Insee en 2022.
Elle est située hors unité urbaine et hors attraction des villes,.

### Occupation des sols

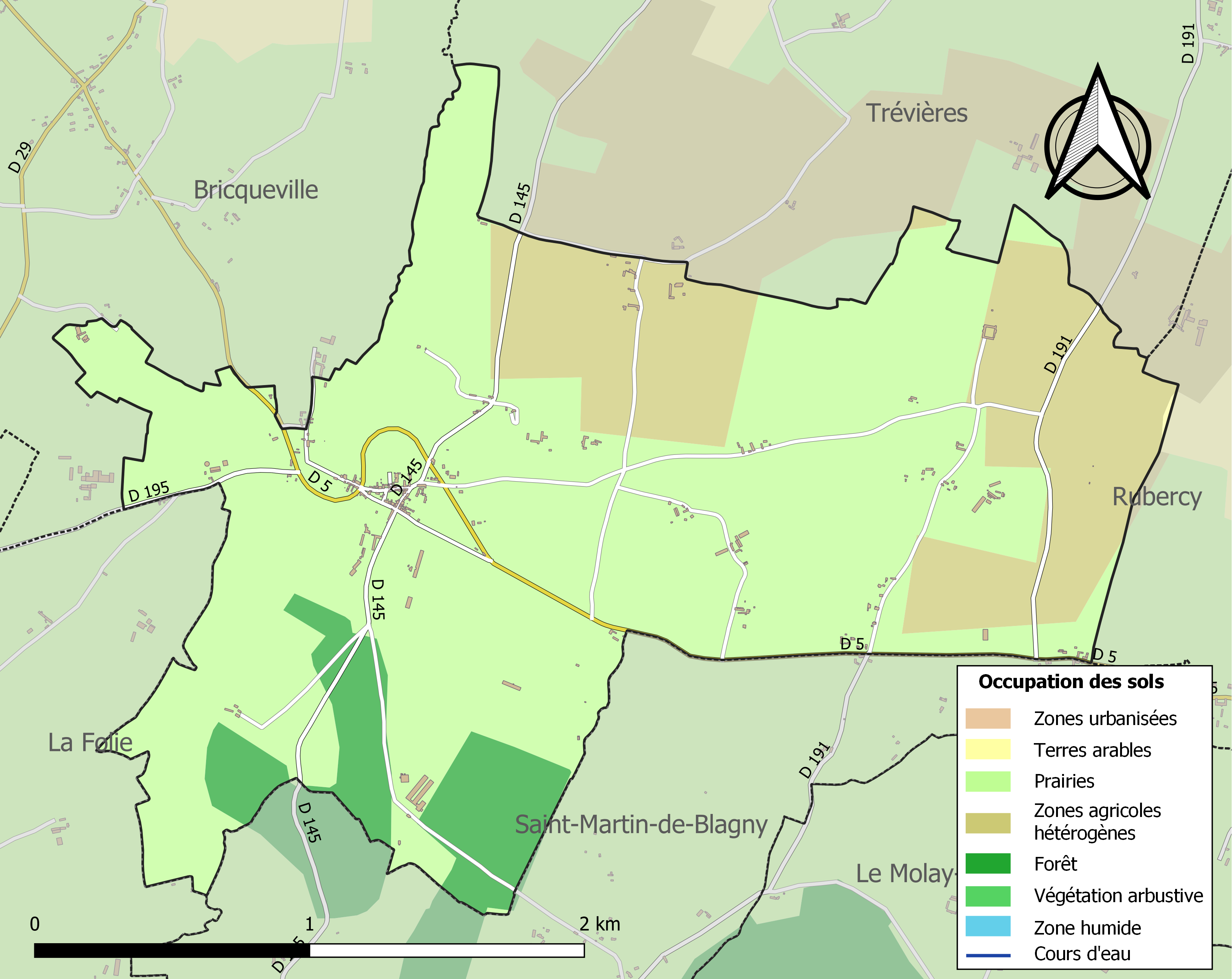
Carte des infrastructures et de l'occupation des sols de la commune en 2018 (CLC).

L'occupation des sols de la commune, telle qu'elle ressort de la base de données européenne d'occupation biophysique des sols Corine Land Cover (CLC), est marquée par l'importance des territoires agricoles (92,5 % en 2018), une proportion identique à celle de 1990 (92,5 %).
La répartition détaillée en 2018 est la suivante : prairies (71,7 %), zones agricoles hétérogènes (20,7 %), forêts (7,5 %), terres arables (0,1 %).
L'évolution de l'occupation des sols de la commune et de ses infrastructures peut être observée sur les différentes représentations cartographiques du territoire : la carte de Cassini (XVIIIe siècle), la carte d'état-major (1820-1866) et les cartes ou photos aériennes de l'IGN pour la période actuelle (1950 à aujourd'hui).

### Habitat et logement
En 2020, le nombre total de logements dans la commune était de 128, alors qu'il était de 113 en 2015 et de 126 en 2010.
Parmi ces logements, 70,3 % étaient des résidences principales, 18,2 % des résidences secondaires et 11,6 % des logements vacants. Ces logements étaient pour 96,7 % d'entre eux des maisons individuelles et pour 0,8 % des appartements.
Le tableau ci-dessous présente la typologie des logements à Bernesq en 2020 en comparaison avec celle du Calvados et de la France entière. Une caractéristique marquante du parc de logements est ainsi une proportion de résidences secondaires et logements occasionnels (18,2 %) supérieure à celle du département (17,9 %) et à celle de la France entière (9,7 %). Concernant le statut d'occupation de ces logements, 77,5 % des habitants de la commune sont propriétaires de leur logement (79,3 % en 2015), contre 57,2 % pour le Calvados et 57,5 pour la France entière.
| Typologie                                               | Bernesq | Calvados | France entière |
| ------------------------------------------------------- | ------- | -------- | -------------- |
| Résidences principales (en %)                           | 70,3    | 75,3     | 82,1           |
| Résidences secondaires et logements occasionnels (en %) | 18,2    | 17,9     | 9,7            |
| Logements vacants (en %)                                | 11,6    | 6,8      | 8,2            |

## Toponymie
Le nom de la localité est attesté sous les formes Bernesc en 1180, Bernescum et Berneyum au XIVe siècle (livre pelut de Bayeux), Benecq en 1371, Bernescq en 1801.
La commune (dont le nom vient du Marais de l'Esque) se trouve dans une lande aux nombreux étangs.

## Histoire

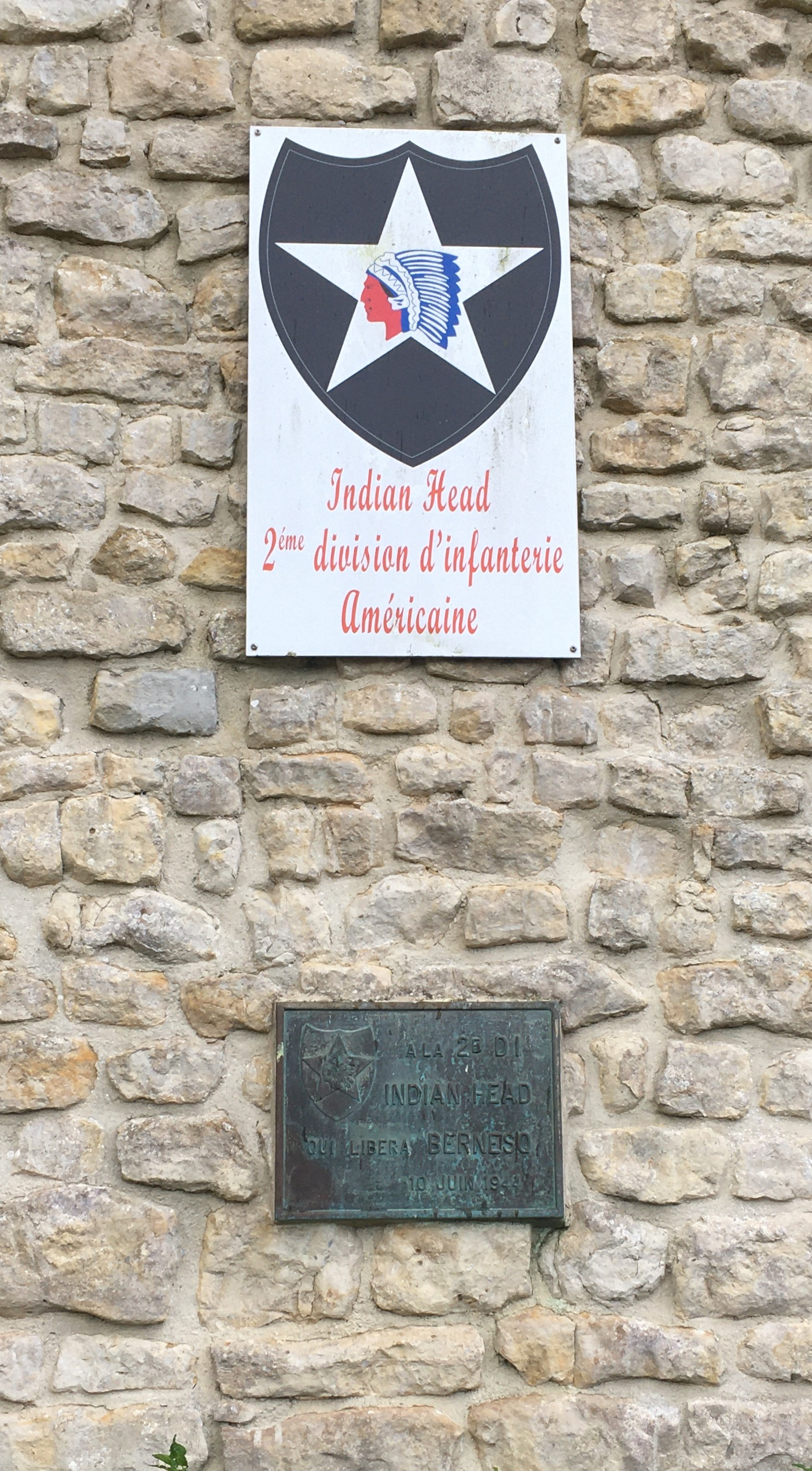
Plaque commémorative en l'honneur du Indian Head US army, libérateur de la commune le 10 juin 1944 à la fin de la Seconde Guerre mondiale.

### Temps modernes
La famille de Bricqueville possédera la terre de Bernesq jusqu'en 1720. À cette date, Anne-Henriette de Bricqueville, fille de Cyrus-Antoine, criblée de dettes, vend les terres de Bernesq, de Bricqueville et de Colombières avec le château à Gaspard de Réal, grand maréchal de la noblesse de Forcalquier.

### Époque contemporaine
Les houillères de Littry exploitent plusieurs puits de mine sur la commune entre la fin du XVIIIe siècle et le milieu du XIXe siècle.

## Politique et administration

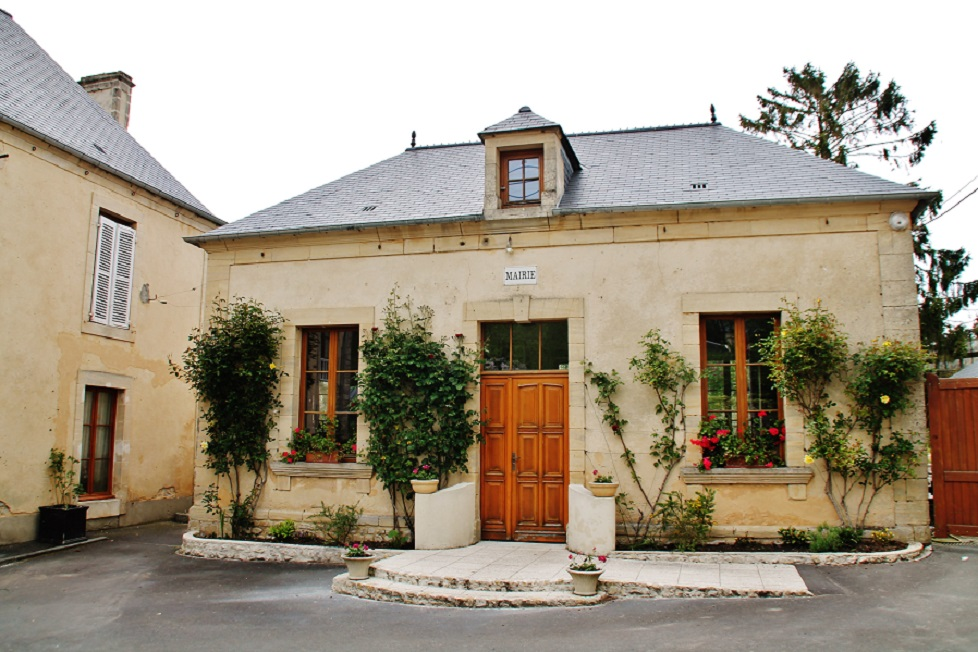
La mairie.

### Rattachements administratifs et électoraux

#### Rattachements administratifs
La commune se trouve dans l'arrondissement de Bayeux du département du Calvados.
Elle faisait partie depuis 1793 du canton de Trévières. Dans le cadre du redécoupage cantonal de 2014 en France, cette circonscription administrative territoriale a disparu, et le canton n'est plus qu'une circonscription électorale.

#### Rattachements électoraux
Pour les élections départementales, la commune fait partie depuis 2014 d'un nouveau canton de Trévières porté de 25 à 68 communes.
Pour l'élection des députés, elle fait partie de la cinquième circonscription du Calvados.

### Intercommunalité
Bernesq était membre de la petite communauté de communes de Trévières, un établissement public de coopération intercommunale (EPCI) à fiscalité propre créé fin 1999 et auquel la commune avait transféré un certain nombre de ses compétences, dans les conditions déterminées par le code général des collectivités territoriales.
Dans le cadre des dispositions de la loi portant nouvelle organisation territoriale de la République du 7 août 2015, qui prévoit que les établissements publics de coopération intercommunale (EPCI) à fiscalité propre doivent avoir un minimum de 15 000 habitants, cette intercommunalité a fusionné avec ses voisines pour former, le 1er janvier 2017, la communauté de communes Isigny-Omaha Intercom, dont est désormais membre la commune.

### Liste des maires
| Période                                  | Période                        | Identité         | Étiquette | Qualité                      |
| ---------------------------------------- | ------------------------------ | ---------------- | --------- | ---------------------------- |
| Les données manquantes sont à compléter. |                                |                  |           |                              |
|                                          |                                |                  |           |                              |
|                                          |                                | Roger Massu      |           | Notaire                      |
|                                          |                                |                  |           |                              |
| 2001                                     | 2003                           | Bernard Gourbin  |           |                              |
| 2003                                     | mars 2008                      | Edmond Lemoussu  |           | Boulanger                    |
| mars 2008                                | En cours                       | Gérard d'Andigné |           | Retraité du domaine bancaire |
| juillet 2023                             | En cours (au 30 novembre 2023) | Patrick Joannin  |           | Profession libérale          |

## Population et société

### Démographie
L'évolution du nombre d'habitants est connue à travers les recensements de la population effectués dans la commune depuis 1793. Pour les communes de moins de 10 000 habitants, une enquête de recensement portant sur toute la population est réalisée tous les cinq ans, les populations de référence des années intermédiaires étant quant à elles estimées par interpolation ou extrapolation. Pour la commune, le premier recensement exhaustif entrant dans le cadre du nouveau dispositif a été réalisé en 2006.

En 2022, la commune comptait 211 habitants, en évolution de +6,03 % par rapport à 2016 (Calvados : +1,58 %, France hors Mayotte : +2,11 %).
| 1793 | 1800 | 1806 | 1821 | 1831 | 1836 | 1841 | 1846 | 1851 |
| ---- | ---- | ---- | ---- | ---- | ---- | ---- | ---- | ---- |
| 472  | 452  | 494  | 542  | 553  | 600  | 601  | 555  | 549  |

| 1856 | 1861 | 1866 | 1872 | 1876 | 1881 | 1886 | 1891 | 1896 |
| ---- | ---- | ---- | ---- | ---- | ---- | ---- | ---- | ---- |
| 540  | 546  | 531  | 534  | 535  | 554  | 484  | 466  | 444  |

| 1901 | 1906 | 1911 | 1921 | 1926 | 1931 | 1936 | 1946 | 1954 |
| ---- | ---- | ---- | ---- | ---- | ---- | ---- | ---- | ---- |
| 414  | 372  | 382  | 351  | 330  | 278  | 289  | 368  | 353  |

| 1962 | 1968 | 1975 | 1982 | 1990 | 1999 | 2006 | 2011 | 2016 |
| ---- | ---- | ---- | ---- | ---- | ---- | ---- | ---- | ---- |
| 336  | 301  | 275  | 207  | 167  | 153  | 202  | 188  | 199  |

| 2021 | 2022 | - | - | - | - | - | - | - |
| ---- | ---- | - | - | - | - | - | - | - |
| 212  | 211  | - | - | - | - | - | - | - |

## Économie
La commune se situe dans la zone géographique des appellations d'origine protégée (AOP) Beurre d'Isigny et Crème d'Isigny.

## Culture locale et patrimoine

### Lieux et monuments
- Le château de Bernesq a été construit au XVe siècle[précision nécessaire] par le roi François Ier.

Ceci est confirmé par une plaque disposée dans la cheminée principale où est sculpté son sigle : la salamandre entourée de fleurs de lys. Il a offert ce château ainsi que tout ce qui s'y rattachait à une de ses maitresses. Effectivement, ce château était, à l'époque, à l'origine des principales activités du village. Par exemple, à 500 mètres du château, se trouvent des vestiges de cette époque chez le boulanger tels qu'une grande roue servant autrefois à broyer des pommes pour fabriquer du cidre. Aujourd'hui (depuis 1982), ce château est un domaine privé entretenu par un éleveur de chevaux de courses et reconnu comme un des plus grands et plus beaux haras du pays. Le haras de Bernesq n'est pas ouvert aux visites en dehors de périodes bien définies. Le 16 juin 2024, un incendie ravage un hangar appartenant au haras situé sur le domaine, destiné à l'élevage et 70 chevaux auraient péri dans les flammes, selon un premier bilan de la préfecture.
- Église Saint-Vigor de Bernesq, romane totalement remaniée au XIXe siècle.

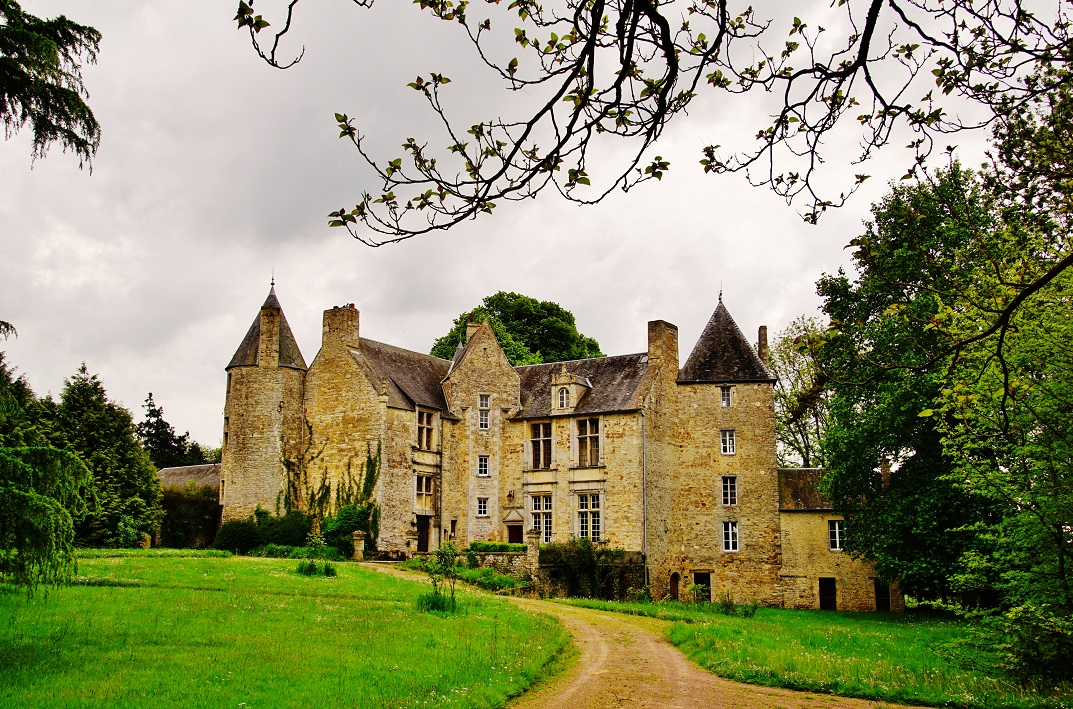
Le château.
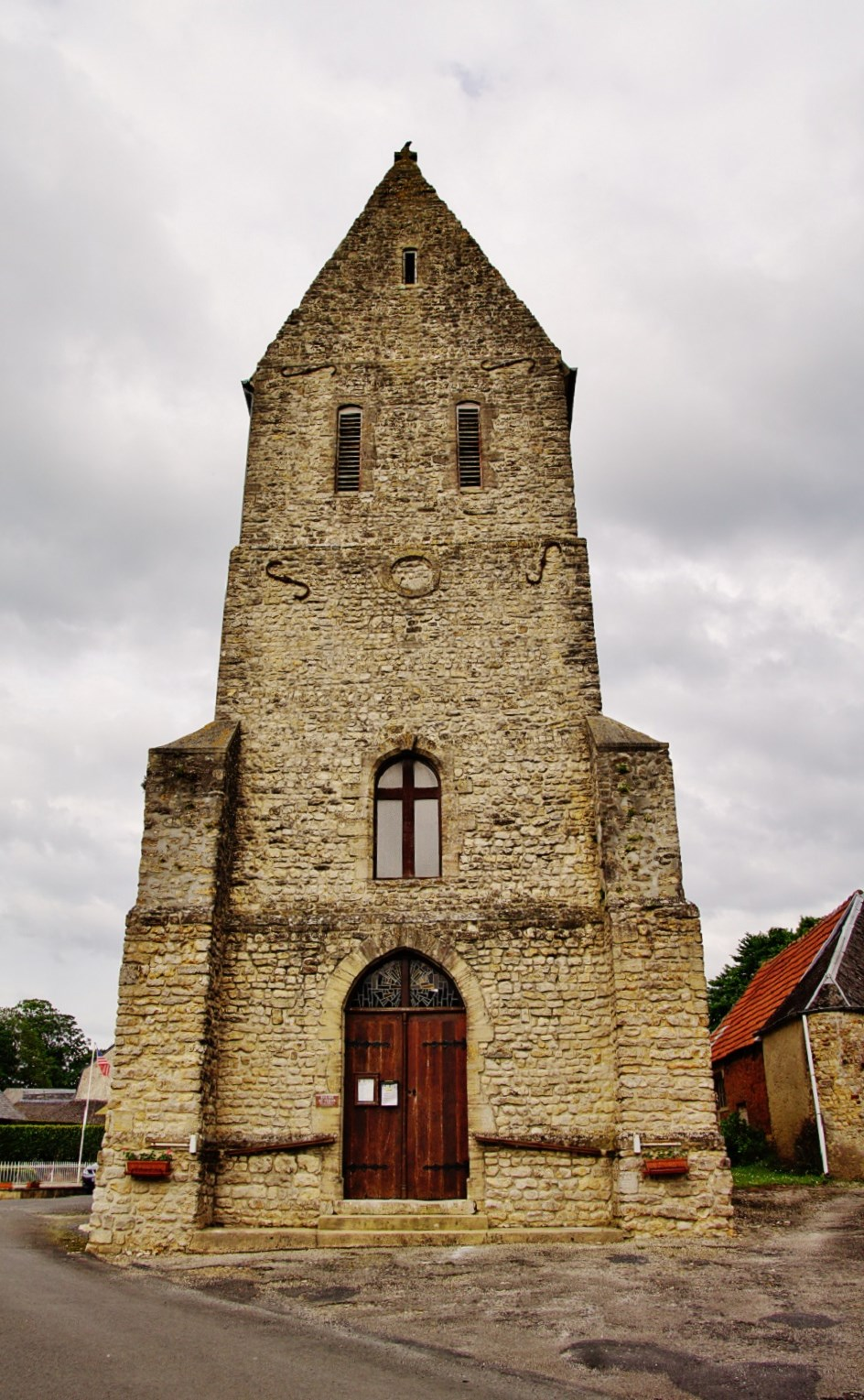
La façade de l'église...
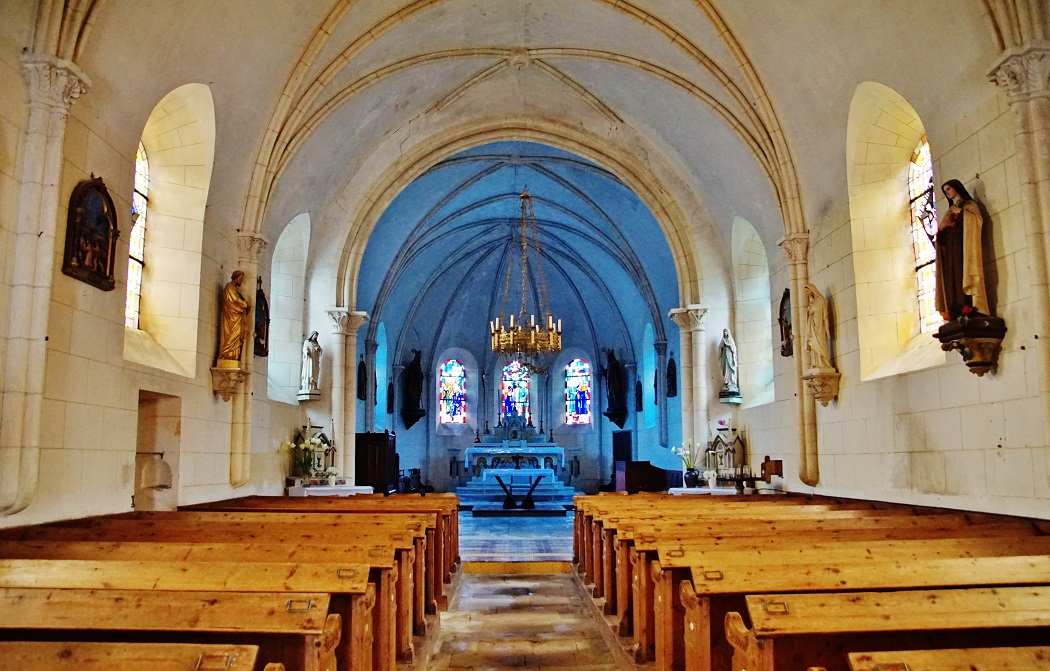
... et sa nef.
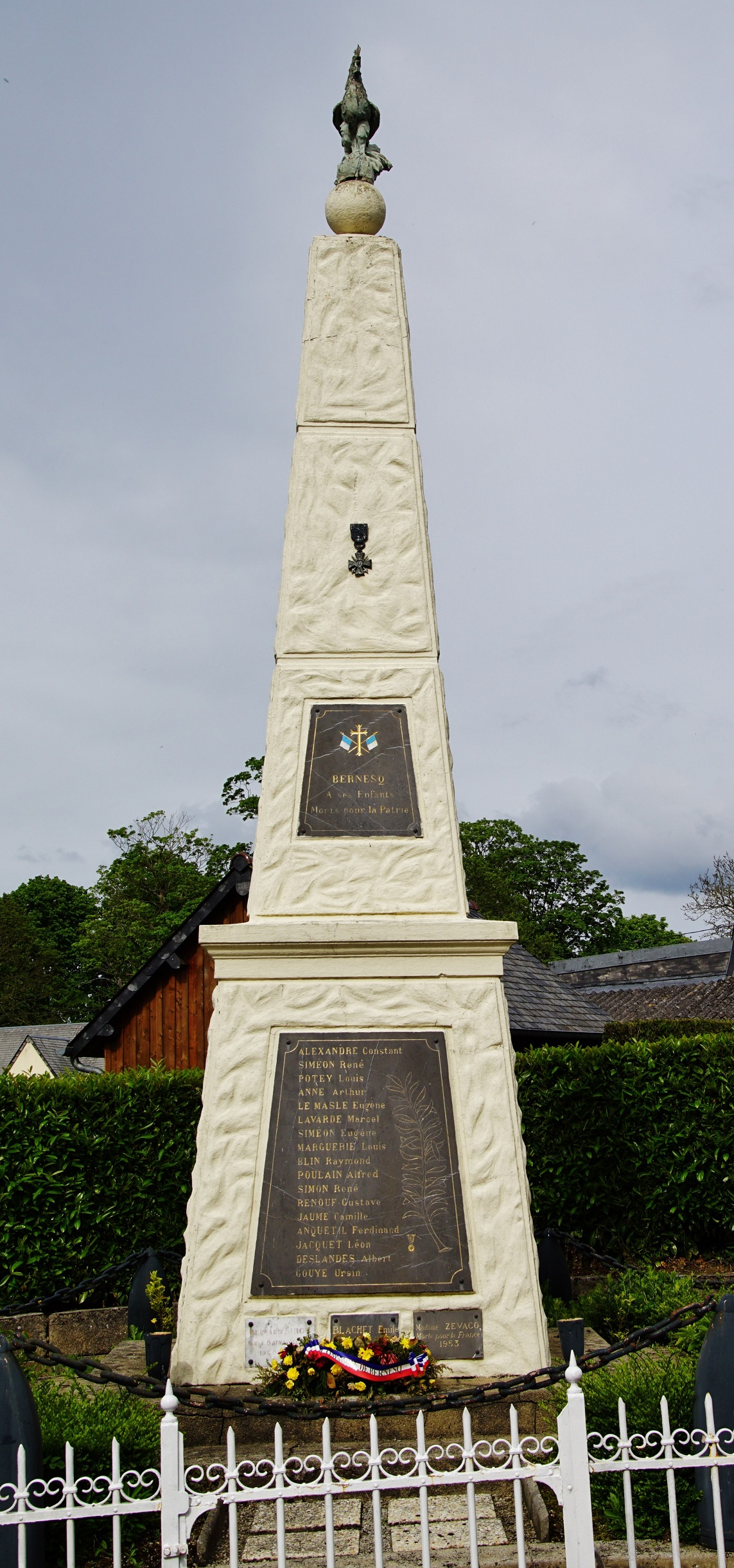
Le monument aux morts.

#### Bernesq dans les arts et la culture
Le Roman de Renart est composé de 1174 à 1250 par plusieurs auteurs, dont notamment Richard de Lison, un clerc qui raconte de manière romancée des faits d'intérêt local ayant pour décor la paroisse du Molay :

« Renart se dirige vers le bois du Vernay mais lorsqu'il rencontre l'abbé Huon et sa meute, il retourne sur ses pas après avoir franchi deux fois la Siette et le Drôme. Il rencontre Tibert le chat étendu sur un rocher dans le bois du Molay, tous deux décident de prendre la direction du Vernay pour aller chercher fortune dans l'enclos de Guillaume Bacon, « loing del castel desos la ville ». Or voici que survient ledit Guillaume Bacon, seigneur du lieu, Renart prend un chemin de traverse, Tibert grimpe sur un chêne. Bientôt se joint aux chasseurs, le prêtre du Breuil-en-Bessin qui fait route vers Saint-Martin-de-Blagny. Tibert réussit à s'enfuir « tot le chemin de Blagnié ». À hauteur de Tournières, entre la Chênée et la lande de Bernesq, il rencontre Renart qui n'en croit pas ses yeux. Il lui annonce son intention de l'emmener avec lui à Saint-Martin à « Blaengnié » où il diront l'office… »

## Pour approfondir